# Watchmen (film)
Watchmen is een Amerikaanse superheldenfilm uit 2009, van regisseur Zack Snyder. De film is gebaseerd op de gelijknamige stripreeks van Alan Moore en Dave Gibbons. De film werd uitgebracht in zowel normale bioscopen als IMAX-theaters. De duistere kijk van het verhaal op het genre van de superhelden werd door (film)critici zowel geprezen als afgekraakt.
De film werd genomineerd voor onder meer acht Saturn Awards.

## Verhaal
In een alternatieve Verenigde Staten, beginnend in 1939 tijdens het vervagende interbellum, wordt een team van gekostumeerde misdaadbestrijders gevormd: de Minutemen. Tussen de Vietnamoorlog van de jaren zestig tot het midden van de Koude Oorlog van de jaren tachtig ziet men de opkomst van de Watchmen, een team van helden wiens bestaan een dramatische invloed heeft op de wereldgebeurtenissen. In 1959, na zijn schijnbare dood bij een ongeval met een intrinsieke veldgenerator, hervormt Dr. Jonathan Osterman zijn lichaam tot een goddelijk wezen dat Dr. Manhattan wordt genoemd. De Amerikaanse regering gebruikt zijn superkracht om de oorlog in Vietnam te winnen en een strategisch voordeel te behalen ten opzichte van de Sovjet-Unie, die tegen 1985 met een thermonucleaire oorlog dreigt. De Comedian is verantwoordelijk voor de moord op John F. Kennedy. President Richard Nixon wint een derde termijn, blijkbaar na de intrekking van het 22ste amendement.
Terwijl anti-misdaadbestrijders de natie overspoelen, in combinatie met een landelijke politiestaking, wordt in 1977 de Keene Act aangenomen, waarbij alle "gekostumeerde avonturen" en "vigilantisme" illegaal worden verklaard. Terwijl de meeste helden zoals Daniel Dreiberg (Nite Owl II) en Laurie Jupiter (Silk Spectre II) met pensioen gaan, worden Dr. Manhattan en The Comedian regeringsagenten en blijft Rorschach buiten de wet opereren.
In 1985, bij het onderzoeken van de moord op Edward Blake, ontdekt Rorschach dat Blake The Comedian was. In de veronderstelling dat iemand de voormalige gekostumeerde helden één voor één uitschakelt, waarschuwt hij zijn gepensioneerde kameraden. Dr. Manhattan negeert Rorschach, Dreiberg is sceptisch, en Adrian Veidt, een ex-burgerwacht die ondertussen miljardair is geworden, verwerpt de vermoedens van Rorschach.
Tijdens een televisie-interview stelt een verslaggever dat Dr. Manhattan kanker heeft veroorzaakt bij verschillende mensen die dicht bij hem staan of stonden, waaronder zijn voormalige vriendin Janey. Dr. Manhattan verbant zichzelf naar Mars, waardoor de Sovjets het vertrouwen krijgen om Afghanistan binnen te vallen en zo de Afghaanse oorlog te ontketenen. Rorschachs vermoedens blijken juist te zijn wanneer Veidt een moordaanslag overleeft en Rorschach zelf wordt beschuldigd van de moord op de voormalige schurk Moloch. Rorschach wordt gearresteerd en naar de gevangenis gestuurd, waar zijn echte naam, Walter Kovacs, openbaar wordt gemaakt. Hij legt zijn kindermishandeling uit aan de gevangenispsychiater Dr. Malcolm Long, en vertelt over een keerpunt in zijn carrière als Rorschach: hij ontdekte dat een kinderontvoerder zijn slachtoffer had vermoord en haar aan zijn honden had gevoerd. Door het doden van de ontvoerder werd Kovacs Rorschach. Laurie gaat bij Dreiberg logeren. Ze besluiten uit hun pensioen te komen en Rorschach te helpen uit de gevangenis te ontsnappen. Dr. Manhattan onderzoekt Lauries herinneringen nadat hij haar naar Mars heeft gevoerd en ontdekt dat ze de dochter van Edward Blake is. Hij realiseert zich het wonder van haar leven: hoewel Blake ooit probeerde haar moeder Sally te verkrachten, werden ze later verliefd op elkaar. Dr. Manhattan en Laurie keren terug naar de aarde. Een bende vermoordt Hollis Mason, de originele Nite Owl, die ze aanzag voor Dreiberg.
Rorschach en Dreiberg ontdekken dat Veidt achter de samenzwering zit. Rorschach noteert zijn vermoedens in zijn dagboek, dat hij achterlaat op het kantoor van de New Frontiersman, een rechts-georiënteerde tabloid. Rorschach en Dreiberg confronteren Veidt op zijn basis op Antarctica. Veidt geeft toe dat hij de moord op Blake, Manhattans ballingschap, Rorschachs framing en de aanslag op zijn eigen leven heeft beraamd. Hij legt zijn plan uit om de Verenigde Staten en de Sovjet-Unie te verenigen door energiereactoren in alle grote steden van de wereld tot ontploffing te brengen, waardoor een radioactief verval-signatuur wordt gegenereerd dat lijkt op dat van Dr. Manhattan. Rorschach en Dreiberg proberen Veidt te stoppen, maar hij overmeestert hen en onthult dat zijn plan al in gang is gezet: de reactoren zijn reeds ontploft en de wereldleiders denken dat Dr. Manhattan verantwoordelijk is voor de aanval.
Laurie en Dr. Manhattan keren terug naar een verwoest New York. Nadat ze hebben vastgesteld dat Veidt verantwoordelijk is, teleporteren ze naar zijn basis. Veidt slaagt er niet in om Dr. Manhattan te doden en toont een nieuwsbericht op televisie waarin wordt onthuld dat de Verenigde Staten en de Sovjet-Unie zich hebben verenigd tegen hun "gemeenschappelijke vijand". Hoewel zijn bondgenoten ermee instemmen de waarheid te verbergen om de nieuwe wereldvrede te bewaren, weigert Rorschach. Dr. Manhattan grijpt in en voldoet aan de eis van Rorschach om hem te doden om te voorkomen dat hij de waarheid onthult.
Dr. Manhattan vertrekt permanent naar een ander sterrenstelsel, terwijl Dreiberg Veidts overtuiging verwerpt dat wereldvrede de opoffering waard was. Dreiberg en Laurie keren terug naar New York met plannen om de misdaad te blijven bestrijden, en Laurie onthult aan haar moeder dat ze weet dat Blake haar vader was. Een redacteur bij de New Frontiersman geeft een jonge werknemer toestemming om materiaal voor het volgende nummer te kiezen uit een verzameling dwaze inzendingen, waaronder het dagboek van Rorschach.

## Rolverdeling
| Acteur              | Personage                             |
| ------------------- | ------------------------------------- |
| Malin Åkerman       | Laurie Jupiter / Silk Spectre II      |
| Billy Crudup        | Dr. Jonathan Osterman / Dr. Manhattan |
| Matthew Goode       | Adrian Veidt / Ozymandias             |
| Jackie Earle Haley  | Walter Kovacs / Rorschach             |
| Patrick Wilson      | Daniel Dreiberg / Nite Owl II         |
| Carla Gugino        | Sally Jupiter / Silk Spectre          |
| Jeffrey Dean Morgan | Edward Blake / The Comedian           |
| Stephen McHattie    | Hollis Mason / Nite Owl               |
| Dan Payne           | William Brady / Dollar Bill           |
| Niall Matter        | Byron Lewis / Mothman                 |
| Apollonia Vanova    | Ursula Zandt / The Silhouette         |
| Glenn Ennis         | Hooded Justice                        |
| Darryl Scheelar     | Nelson Gardner / Captain Metropolis   |
| Matt Frewer         | Edgar Jacobi / Moloch                 |
| Laura Mennell       | Janey Slater                          |
| Rob LaBelle         | Wally Weaver                          |
| Danny Woodburn      | Tom Ryan / Big Figure                 |
| Robert Wisden       | Richard Nixon                         |
| Frank Novak         | Henry Kissinger                       |
| Gary Houston        | John McLaughlin                       |

## Achtergrond

### Ontwikkeling
In 1986 kochten de producenten Lawrence Gordon en Joel Silver de filmrechten op Watchmen voor 20th Century Fox. Fox vroeg auteur Alan Moore om een scenario te schrijven gebaseerd op de stripserie, maar hij sloeg dit aanbod af. Daarom werd Sam Hamm ingehuurd. Hamm herschreef het complexe einde van de stripreeks naar een makkelijker te begrijpen afsluiting. Fox besloot de film niet zelf te maken, maar verkocht het scenario in 1991 aan Warner Bros.. Deze wees Terry Gilliam toe aan de film als regisseur. Ook lieten ze het scenario wat aanpassen om meer gebeurtenissen uit de stripserie erin te verwerken.
Gilliam en Silver slaagden er slechts in om 25 miljoen dollar bij elkaar te krijgen voor de film. Mede omdat hun vorige films allemaal over het budget waren gegaan. Gilliam verliet vanwege deze tegenslag het project. Warner Bros. liet het project niet veel later vallen. Gordon probeerde hierop om Gilliam zover te krijgen de film te produceren als onafhankelijke film, maar Gilliam sloeg dit aanbod af. Hij vond dat de strip meer tot recht zou komen als miniserie dan als een film van 2 tot 2,5 uur.

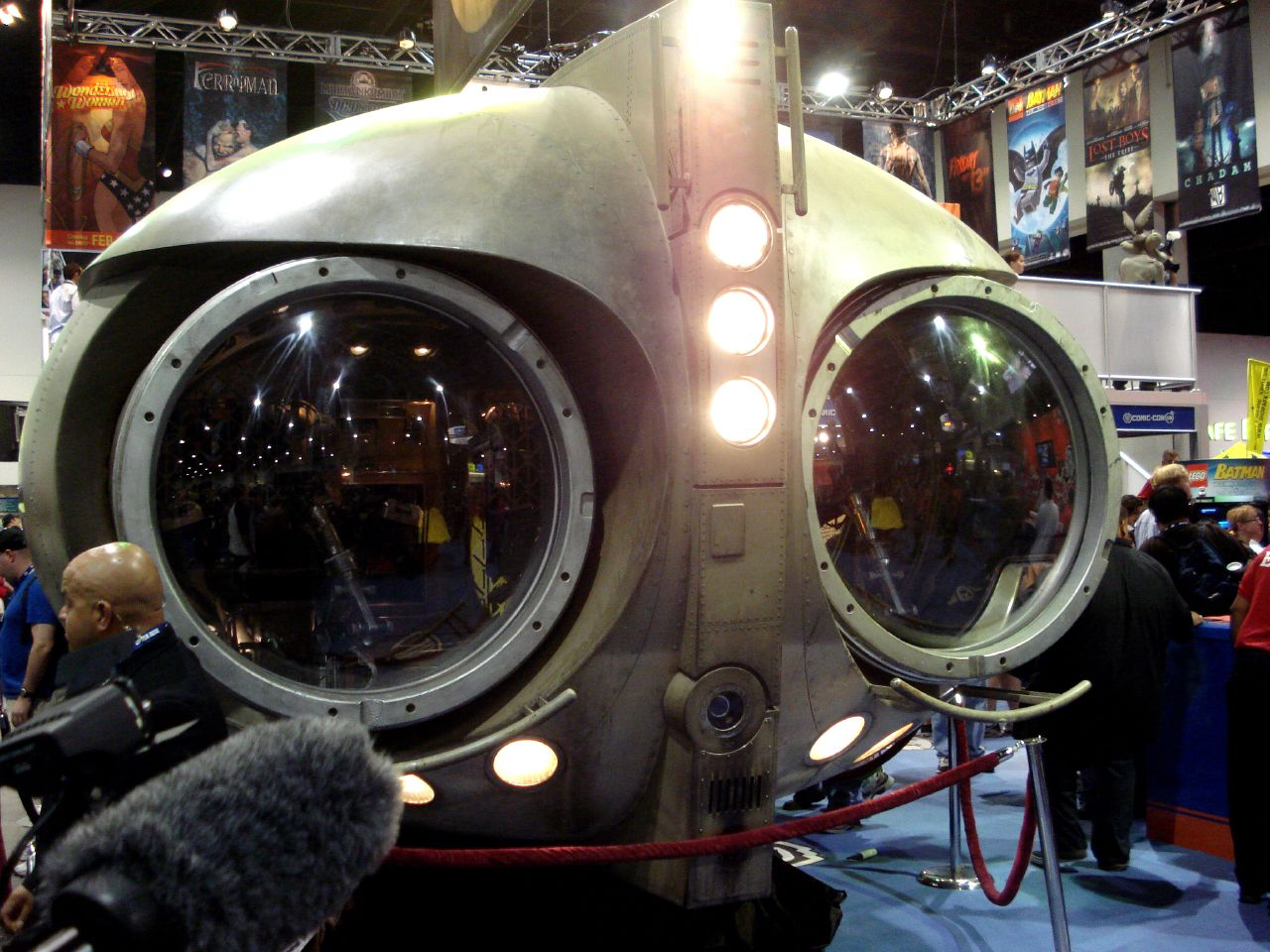
Archie (Nite Owl's luchtschip) op een tentoonstelling tijdens de Comic-Con in 2008

In oktober 2001 benaderde Gordon Lloyd Levin en Universal Studios voor de productie van Watchmen. Hij huurde tevens David Hayter in als schrijver en regisseur. Hayter en de producenten kregen echter onenigheid met Universal en stapten op. Gordon en Levin benaderden vervolgens Revolution Studios, maar die kreeg het project ook niet van de grond.
In juli 2004 besloot Paramount Pictures de film te produceren. Ze huurden Darren Aronofsky in als regisseur. Producenten Gordon en Levin bleven bij de productie betrokken. Paul Greengrass voegde zich ook bij het project. Paramount maakte ter promotie van de film een website, en verwachtte de film in 2006 uit te kunnen brengen. In maart 2005 liep het project echter alsnog op de klippen toen Paramount’s CEO Donald De Line het budget van de film inkortte. Het scenario werd weer doorverkocht.
In oktober 2005 benaderden Gordon en Levin toch Warner Bros. weer. Warner Bros. stemde toe de film alsnog te produceren. Ze benaderden Zack Snyder voor de regie vanwege zijn succes met de film 300. Scenarioschrijver Alex Tse paste het scenario nog wat aan. Snyder gebruikte de originele strip als storyboard. Snyder wilde de film qua details identiek houden aan de strip.
Dave Gibbons werd Snyder’s adviseur voor de film, maar Moore weigerde iets met de verfilming van zijn werk te maken te hebben.

### Acteurs
In juli 2007 werd begonnen met de eerste audities voor acteurs met uiterlijke gelijkenissen met kopstukken uit de verschillende tijdsperiodes waarin de film speelt. Zo moesten acteurs worden gevonden voor Richard Nixon, Leonid Brezjnev, Henry Kissinger, H.R. Haldeman, Ted Koppel, John McLaughlin, Annie Leibovitz, John Lennon and Yoko Ono, Fidel Castro, Albert Einstein, Norman Rockwell, John F. Kennedy en Jackie Kennedy, Andy Warhol, Truman Capote, Elvis Presley, Mao Zedong, Larry King, David Bowie, Mick Jagger, en de Village People. Snyder wilde vooral jonge acteurs vanwege de vele flashbacks in de film. Volgens hem was het minder moeite een acteur er met make-up ouder uit te laten zien dan om twee verschillende acteurs in te huren voor dezelfde rol.
Snyders zoon heeft een cameo in de film als de jonge versie van Rorschach, Snyder zelf heeft een cameo in de film als een Amerikaanse soldaat in Vietnam.
Acteur Thomas Jane werd door Snyder benaderd voor de film, maar sloeg de rol af vanwege zijn drukke schema. In een vroeg productiestadium werd gedacht om Arnold Schwarzenegger te kiezen als Dr. Manhattan.

### Opnamen

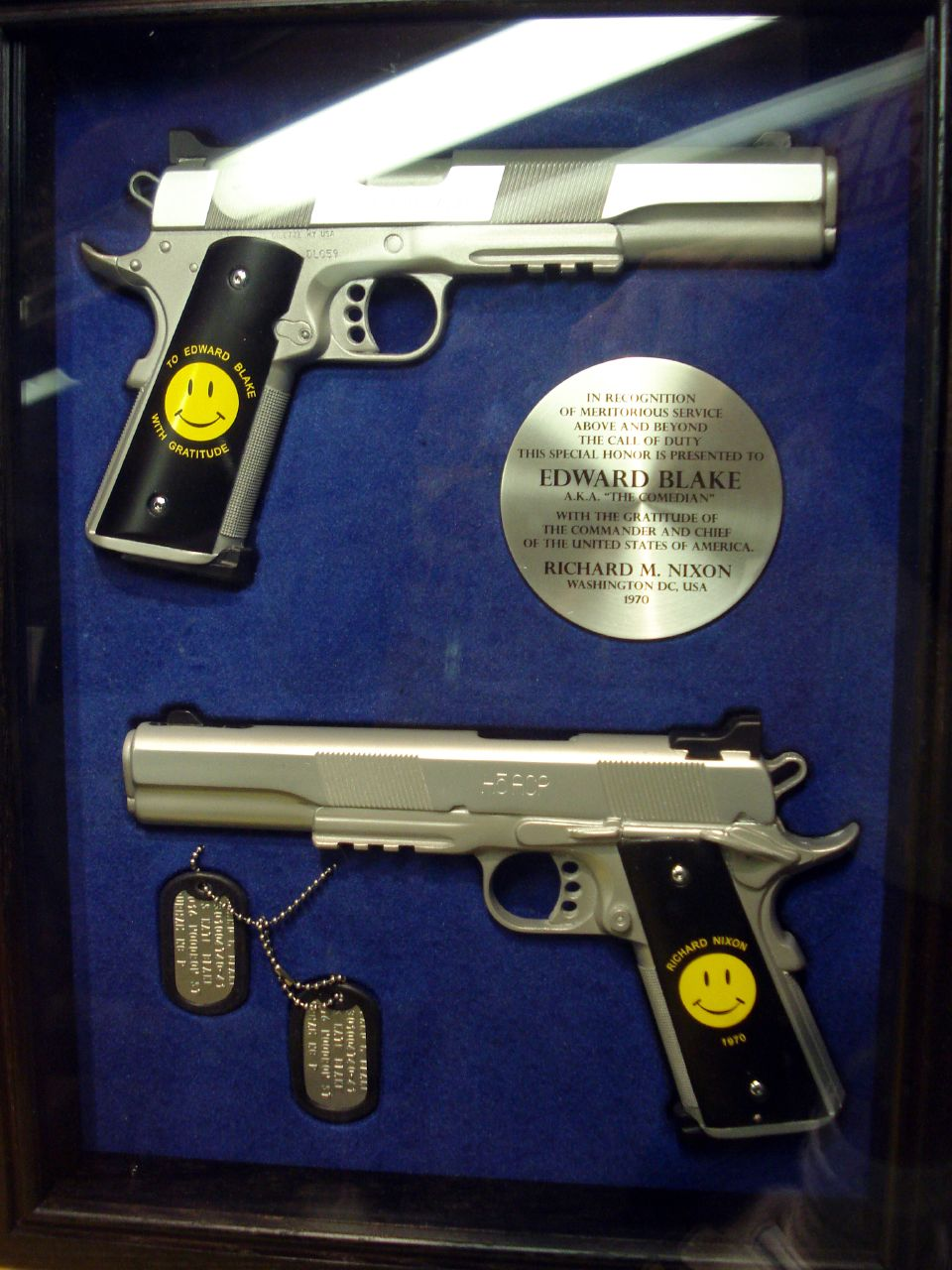
De wapens van The Comedian

Snyder hoopte in juni 2007 met de opnamen te kunnen beginnen. Deze datum werd niet gehaald. Opnamen begonnen in plaats daarvan op 17 september 2007. Snyder wild een budget van 150 miljoen dollar, maar Warner Bros. bleef liever onder de 100 miljoen. Uiteindelijk werd de film voltooid met een budget van 120 miljoen dollar.
De productie van de film vond plaats in Vancouver. Geluiddstudio’s werden ingericht voor binnenopnamen. Scènes op Mars en Antarctica vonden plaats voor een groen scherm.
Striptekenaars Adam Hughes en John Cassaday werden ingehuurd om te helpen met de ontwikkeling van de kostuums van de personages. Snyder wilde de kostuums uit de originele strip een moderner uiterlijk geven, maar tegelijk ook trouw blijven aan de kostuums in de strip. Kostuumontwerper Michael Wilkinson stond er bovendien op dat de kostuums realistisch zouden zijn.

### Muziek
Componist Tyler Bates begon in november 2007 met de productie van de filmmuziek voor Watchmen. Hij wilde elke maand een week lang de opnamen bijwonen om inspiratie op te doen. Snyder en Bates gebruikten onder andere de muziek van de films Manhunter, Blade Runner, en To Live and Die in L.A. als inspiratie.
De film bevat enkele nummers waar in de stripreeks over gesproken wordt, waaronder The Times They Are a-Changin' van Bob Dylan. De muziek werd uitgebracht op twee albums: Watchmen: Music from the Motion Picture en Watchmen: Original Motion Picture Score.

### Marktstrategie
Warner Bros. Interactive Entertainment produceerde een computerspel genaamd Watchmen: The End Is Nigh ter ondersteuning van de film.
Warner Bros. Entertainment bracht een reeks animatiefilmpjes getiteld Watchmen: Motion Comics uit ter promotie van de film.

## Ontvangst
Watchmen ging in première op 6 maart 2009. Bij de voorpremière haalde de film 4,6 miljoen dollar op. De eerste dag bedroeg de opbrengst 24.515.772 dollar, en het eerste weekend 55.214.334 dollar. Daarmee was Watchmen de succesvolste verfilming van een strip van Alan Moore tot dan toe. De film bracht alleen al in het weekend van de première meer op dan From Hell in totaal. In de IMAX-theaters bracht de film 5,4 miljoen dollar op. Na het eerste weekend daalde de opbrengst aanzienlijk: 67,7%. De wereldwijde opbrengst kwam op 185.253.487 dollar.
De film werd met gemengde reacties ontvangen. Op Rotten Tomatoes scoorde de film 64% aan goede beoordelingen.
Patrick Kolan van IGN Australië gaf de film een uitzonderlijk goede beoordeling. Ook Kyle Smith van de New York Post en Roger Ebert waren enthousiast over de film. Negatieve recensies kwamen van onder anderen Philip Kennicott van The Washington Post en Entertainment Weekly.

## Prijzen en nominaties
In 2009 won Watchmen de BMI Film Music Award.
Verder werd de film dat jaar genomineerd voor een Teen Choice Award in de categorie Choice Movie Actress: Action Adventure (Malin Åkerman)
In 2010 volgden nog 11 nominaties:
- Acht Saturn Awards waaronder die voor beste regisseur en beste fantasyfilm
- De Golden Reel Award voor beste geluidsmontage
- De OFCS Award voor beste mannelijke bijrol (Jackie Earle Haley)
- De VES Award voor Outstanding Animated Character in a Live Action Feature Motion Picture.